# Publicitat Above The Line

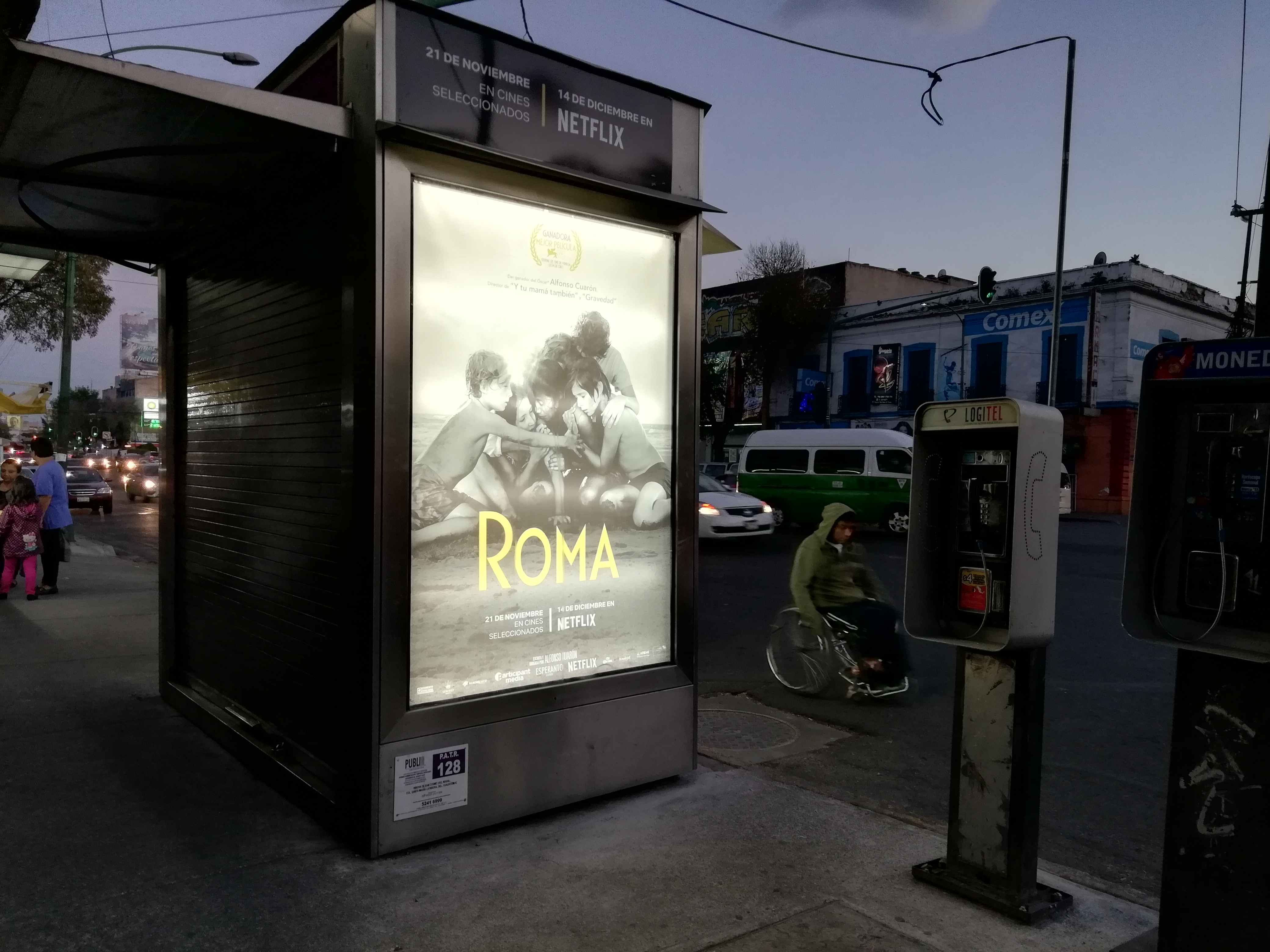
Publicitat de parabuses com a mostra d'un dels formats de la Publicitat Above The Line

La Publicitat Above The Line, ATL (acrònim de les inicials angleses), també anomenat Publicitat sobre la línia, és una forma de publicitat segons el tipus de suport emprat. Fonamentalment, consisteix en la contractació d’espai en els mitjans de comunicació convencionals, tals com lels cartells gegants al carrer, la televisió, la ràdio…

## Història
El concepte Publicitat Above The Line (ATL) va ser emprat per primer cop l’any 1954, quan la companyia Procter and Gamble (P&G) va començar a pagar a diferents agències de publicitat per separat i amb tarifes diferents. En aquells moments, la publicitat que era més directa es manejava per separat de la qual era més oberta.

## Objectius
Aquest tipus de publicitat pretén arribar a una audiència més àmplia, puix que fa servir els denominats mitjans de comunicació de masses, aquells concebuts i dissenyats per a tenir un públic el més nombrós possible, tot mirant de maximitzar el dit paràmetre.

## Fortaleses i debilitats
La Publicitat Above The Line (ATL) té uns costos molt alts que impossibiliten especificar el missatge als diferents tipus de compradors, per la qual cosa és una publicitat feta de forma massiva, generalitzada. D’altra banda, el fet que sigui una publicitat costosa li atorga directament una imatge de prestigi a la marca que contracta el servei. Això es contraposa directament a la Publicitat Below The Line (BTL), la qual usa formes de comunicació barates (cartells impresos, xarxes socials…) que permeten personalitzar l’anunci als diferents segments de públic. Per tot això, pot ser determinat que els avantatges i els desavantatges de l’ATL són les següents:

### Fortaleses
- Alt enteniment en el missatge donat
- Possibilitat d’interacció
- Gran abast i cobertura
- Manifestació de l’audiència
- Deliberada intenció que

### Debilitats
- No contenció de visuals
- Poc temps d’exposició
- Zapping (canvi ràpid i continu del canal del televisor per mitjà del mando a distància o control remot)
- Saturació d’anuncis
- Alt cost de producció, degut a les tarifes del mercat.
- Despersonificació dels consumidors respecte de la marca, degut a la nula segmentació del públic objectiu.
- Feedback no immediat, així que l'efectivitat no es fa palès fins passat molt temps.

## Campanyes Above The Line
Per mitjà de les campanyes ATL, els anunciants creen una consciència de marca a l’usuari i afavoreixen el posicionament dins del mercat. Un altre aspecte important és la despersonificació dels consumidors de la marca, degut a la nul·la segmentació del públic a qui va dirigida la publicitat.

## Ús de la Publicitat Above The Line (ATL)
La Publicitat Above The Line inclou totes les activitats publicitàries relacionades amb els mitjans massius, l’objectiu dels quals és aconseguir el major nombre d’impactes, tot i que no sempre arribi al target o grup específic en el qual vol incidir. És destacable, a banda d’això, que els continguts d’aquesta publicitat han de ser extremadament cuidadosos, ja que no només són vistos pel segment objectiu, sinó també per altres sectors socials no inclosos, que poden contenir menors d’edat, ancians, grups ètnics i religiosos…
- Ràdio: una excel·lent opció pels anunciants que volen repetir un missatge amb molta freqüència. Aquests missatges gaudeixen d’un preu molt accessible i poden tenir un abast local, nacional o internacional. És destacable que es tracta de publicitat molt creativa i original.
- Televisió: els anuncis de televisió solen tenir una molt bona connexió entre l'emissor i el receptor del missatge, degut a la combinació d’audio i imatges. Un bon anunci, certament, comporta molt enganxament.
- Revista i diaris: els diaris tenen un espai dedicat, específicament, a la publicitat. Inclou l'email marketing, la mercadotecnia en buscadors web (SEM), la mercadotecnia en xarxes socials, molts tipus de publicitat per visualització (tals com els banners) i publicitat mòbil.[5]

## Marketing Through The Line
El Marketing Through The Line (TTL) consisteix en desenvolupar sinergies entre les accions de publicitat ATL i BTL.